# Germaanse mythologie

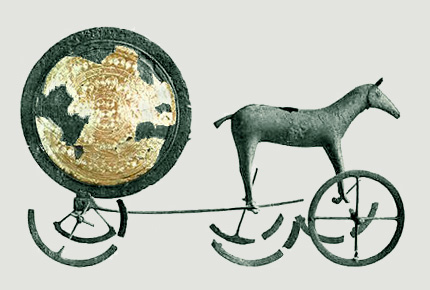
Zonnewagen van brons met goudblad. Trundholm, bronstijd, ca. 1000-1400 v.Chr. Nationaal Museum, Kopenhagen.

De Germaanse mythologie is het geheel van Germaanse mythen en geloofsovertuigingen. Deze mythologie is voorchristelijk en geldt voor de Germaanse stammen in het algemeen, waarvan de etniciteit vanaf circa 400 v.Chr. bepaald kan worden in zuidelijk Scandinavië. Daarmee dient zij onderscheiden te worden van meer specifieke mythologieën, zoals de Noordse, omdat die van latere tijd zijn, zoals bijvoorbeeld het Oudnoords scheppingsverhaal. Desondanks zijn er veel overeenkomsten. Reeds in de oudheid moet echter regionale verscheidenheid bestaan hebben. Dat hangt samen met het gegeven dat Germaanse godsdienst niet was vastgelegd, de cultuur een van mondelinge overlevering was en Germaanse stammen migreerden en zich dus meer verwijderden van direct verwante cultuurgebieden.
Bij de formulering van ‘Germaanse mythologie’ kan men niet aan abstractie en hypothese ontkomen. Reeds in de late oudheid hadden Germaanse stammen namelijk een aanzienlijk gebied bezet en vond mettertijd meer differentiatie plaats. Zo wordt de Germaanse oppergod in Scandinavië Odin genoemd, terwijl hij in de continentaal-Germaanse mythologie Wodan genoemd wordt. Dergelijke verschillen komen vervolgens beter tot hun recht in afzonderlijke mythologieën, zoals Noorse, Angelsaksische etc. Tegelijkertijd is er weinig bronmateriaal bewaard gebleven uit de oudheid, en de sprekers van het Proto-Germaans (ca. 500 v.Chr.) waren ongeletterd. Men doet zodoende ook wel een beroep op vergelijkende studies tussen latere, regionale culturen zoals die van de Angelen, Saksen en Noren, om zo tot een reconstructie te komen van een gemeenschappelijke oerbron: de Germaanse mythologie.
De beschrijving en interpretatie van de Germaanse mythologie wordt daarnaast geholpen door het gegeven dat zij overeenkomsten vertoont met bepaalde andere mythologieën, zoals de Griekse, Baltische, Slavische en Keltische. Dat komt omdat al deze mythologieën een gemeenschappelijke bron hebben, de Indo-Europese mythologie, waarvan aangenomen wordt dat ze leefde onder de Indo-Europese taalgemeenschap (ca. 6000 jaar geleden).

## Overlevering

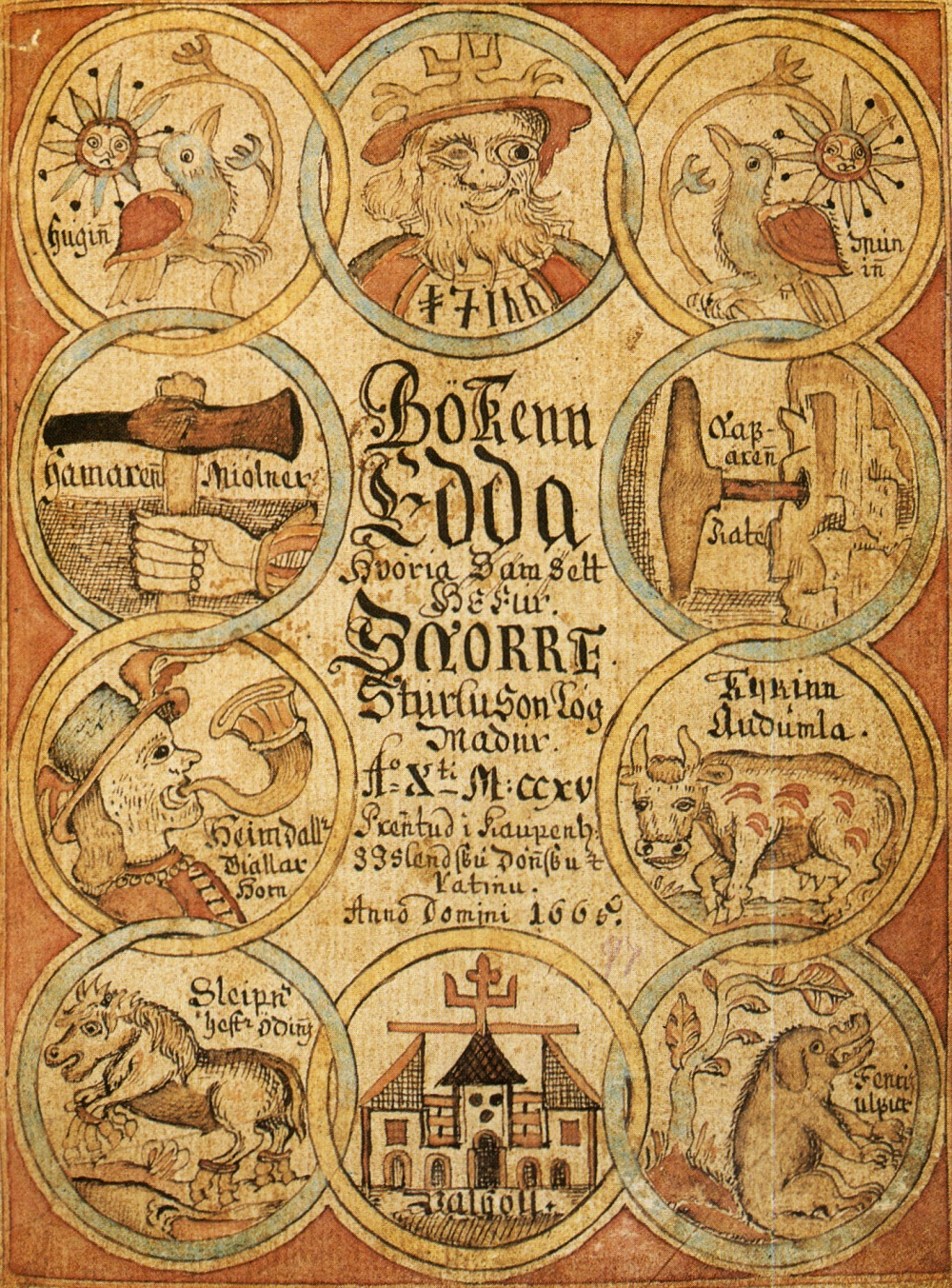
De Proza-Edda van Snorri Sturluson. Achttiende-eeuws IJslands handschrift ÍB 299 4to, nu bewaard in de Nationale Bibliotheek van IJsland.

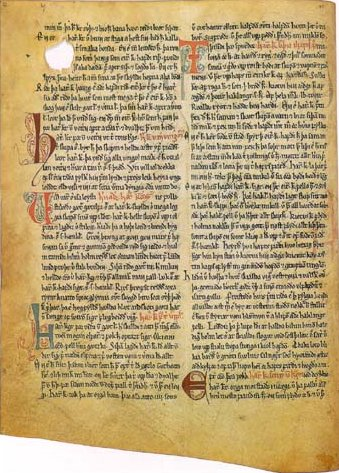
Handschrift van de Heimskringla. Zeventiende eeuw, vervaardigd door de IJslander Jon Eggertson. Bewaard in de Koninklijke Bibliotheek te Stockholm.

Hoewel de kerstening van Europa veel eeuwen in beslag nam, gepaard ging met vallen en opstaan, en er zeker sprake was van regionaal gedoogbeleid of syncretisme, betekende verchristelijking op den duur wel een teloorgang van ‘heidense’ denkbeelden. Uiteindelijk blijven uit de vroege middeleeuwen dan ook weinig bronnen over die een blik werpen op voorouderlijke, Germaanse geloofsovertuigingen. In Scandinavië was dit echter anders, waar het christendom pas later ingang vond en het Germaanse erfgoed langer voortleefde. IJsland ging zelfs pas rond 1000 over tot dit monotheïsme, wat echter nog altijd niet het onmiddellijke einde betekende van oorspronkelijk Germaanse denkbeelden. Het was dan ook in deze regio, dat diverse schriftelijke bronnen ontstonden, zoals diverse IJslandse sagas, skaldische poëzie, de Heimskringla, Völsunga-saga, Proza-Edda en de Poëtische Edda. Buiten deze Oudnoorse schriftelijke bronnen zijn er onder andere nog de Angelsaksische Beowulf, Angelsaksische gedichten (de charms), Oudhoogduitse spreuken, de Oudhoogduitse Muspilli en runeninscripties op voorwerpen of in steen (futhark). Een voorbeeld van een Oudhoogduitse, medicinale spreuk is de tweede Merseburger toverspreuk (10e eeuw):
'Phol [= Balder] en Wodan
reden naar het bos.
Toen raakte de voet van het veulen van Balder/de god
gewond.
Toen zong Sinhtgunt tot hem [nml. de voet],
Sunna haar zuster;
Toen zong Frija tot hem,
Volla haar zuster;
Toen zong Wodan tot hem,
zoals hij goed kon.
Als botkwetsuur,
als bloedkwetsuur,
als ledemaatkwetsuur:
bot tot bot,
bloed tot bloed,
lid tot ledematen:
als gelijmd laten ze zijn.'
Deze tekst is een van de vroegste bronnen waarin de godennamen vermeld zijn. Een andere, oude bron voor Germaanse cultuur is de Germania van de Romeinse historicus Tacitus (56 – na 117), hoewel er vraagtekens zijn bij de betrouwbaarheid ervan. Er zijn ook diverse latere, christelijke bronnen, zoals de Gesta Hamburgensis ecclesiae pontificum van Adam van Bremen (11e eeuw) en het geschiedwerk Gesta Danorum (‘daden van de Denen’) van Saxo Grammaticus (ca. 1140 – ca. 1220). Andermaal is van dergelijke bronnen de betrouwbaarheid onderwerp van discussie, omdat de geestelijke auteurs zich niet interesseerden voor het heidendom op zich.
Al met al blijft het bewaard gebleven bronmateriaal fragmentarisch, nu en dan onbetrouwbaar, en biedt de context niet voldoende informatie om bijvoorbeeld godennamen te duiden. Vroeger wendden germanisten zich vooral tot Scandinavische, schriftelijke bronnen voor de reconstructie van het Germaanse heidendom, maar tegenwoordig is dit minder het geval. Geleerden wenden zich meer tot archeologische data, zoals spelden, inscripties op stenen en votiefstenen. Een voorbeeld zijn de twee Alemannische broches (tweede helft 6e eeuw), bekend als de Nordendorf fibulae. Daarop staan in futhark drie woorden:
LogaÞorn, Wōdan, WīgiÞonar

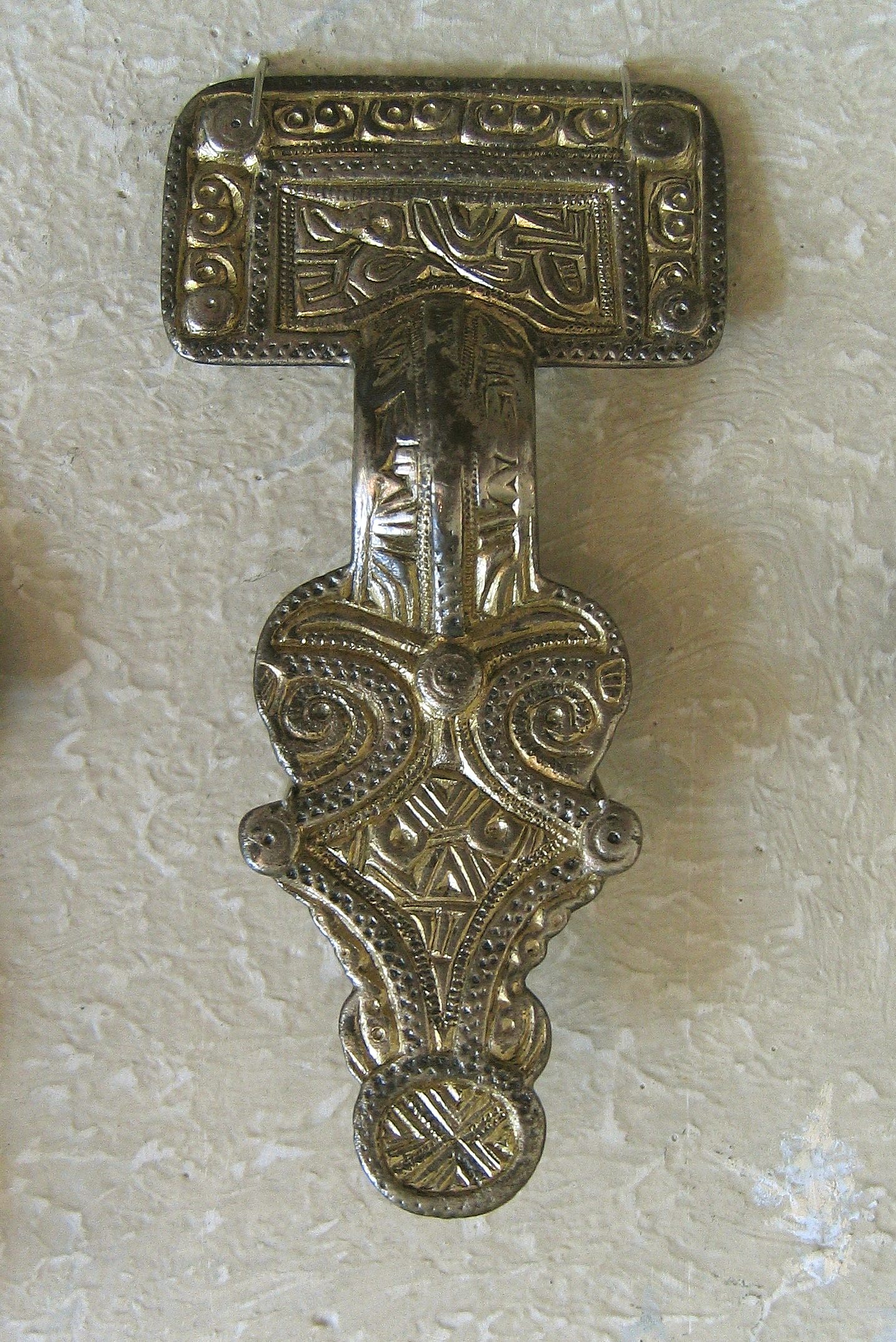
De fibula van Nordendorf
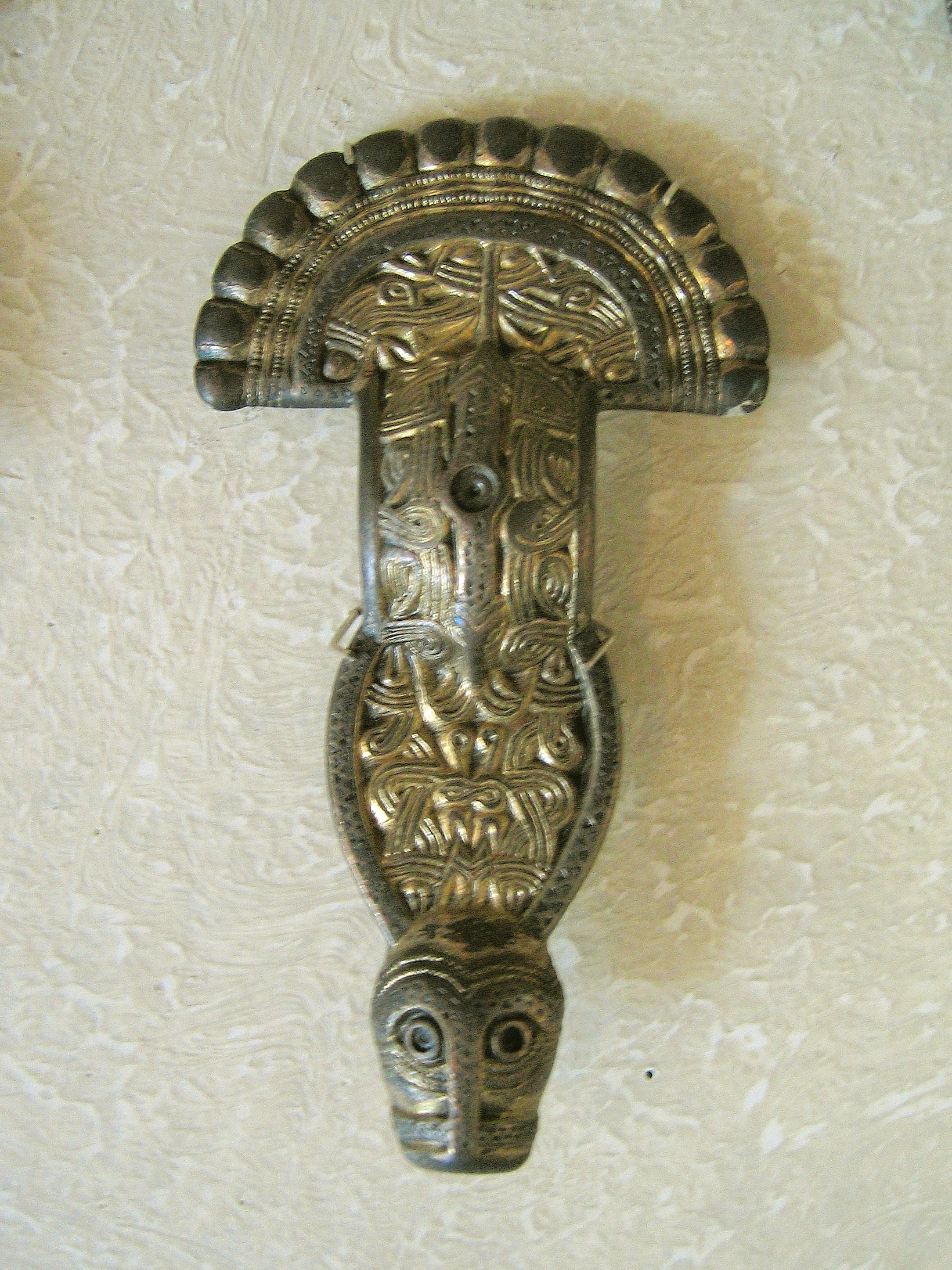
De andere fibula

Laatste twee betreffen Wodan (Odin) en Donar (Thor), hier ‘gewijde Thor’ genoemd (vgl. D. weihen). Wat het eerste deel is blijft echter discussie. Identificatie met de Oudnoorse god Lóðurr (Loki) is problematisch. Het is dan ook wel geïnterpreteerd als een afgeleide vorm van het bijvoeglijke naamwoord logðor ‘arglistig/leugenachtig’. Zodoende kan het geheel geïnterpreteerd worden als beïnvloed door het christendom: betrokken Germanen begonnen zich te distantiëren van de Germaanse goden.

## Vroege goden

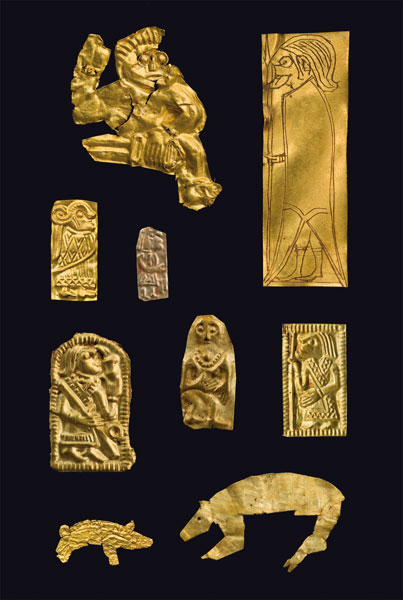
Zogeheten guldgubbar, die wellicht regionale godheden laten zien. Vroegmiddeleeuws.

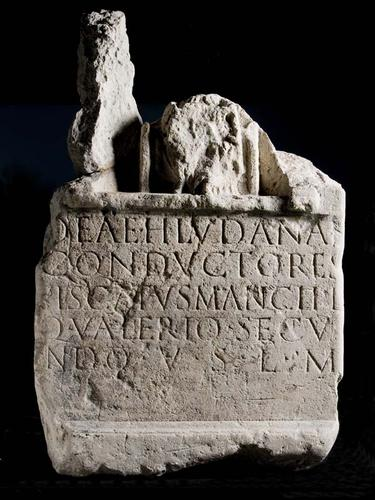
De Hludana-steen, een votiefsteen, opgegraven in het Friese dorp Beetgum.

### Kleine, regionale goden
In de opeenvolging van het neolithicum, de bronstijd en de ijzertijd is continuïteit te zien in religieuze zaken, maar ook zijn er verschuivingen. Het Noord-Europese en Germaanse religieuze leven kende diverse praktijken en veel goddelijke entiteiten, maar een afgebakend en duidelijk pantheon kende men lange tijd niet. Een concrete, individuele godendienst zoals het christendom was er dan ook niet. Een meer ontwikkelde, complexere aanbidding van goden wordt pas zichtbaar rond het midden van het eerste millennium. Voor die tijd zijn afgebeelde figuren, zoals gouden guldgubbar, dan ook moeilijk te duiden, en het is niet onwaarschijnlijk dat het vaak om regionale, kleine goden of halfgoden gaat.
In de eerste eeuwen n.Chr. aanbaden West-Germaanse stammen, zoals de Cimbri en Frisii, velerlei regionale, vrouwelijke goden, getuigen altaren met inscripties uit gebieden onder Romeinse invloed. Meer dan honderd verschillende namen zijn gevonden, en veel komen vaker voor. Die namen kunnen onder andere verwijzen naar plaatsen, zoals Mahlinehae → Mechelen, maar ook naar rivieren en bronnen. Ook andere auteurs suggereren dat de Germanen van oudsher rivieren, bronnen en soms andere natuurfenomenen zoals bomen vereerden, al dan niet expliciet gepersonifieerd in de vorm van nymfen. Dit meldt de Byzantijnse dichter en historicus Agathias (530 – 582/594) bijvoorbeeld van de Alemannen. Het gaat mogelijk om vruchtbaarheidsgodinnen die verbonden waren aan lokale dorpsgemeenschappen of stammen. Evenwel zijn diverse namen niet-Indo-Europees van oorsprong (zie Oud-Europese hydronymie en Pre-Indo-Europees substraat van het Germaans).
Van de tweede tot en met de vierde eeuw worden op Romeinse altaren nog andere godennamen vermeld, maar meestal komen deze niet voor in latere bronnen. Een voorbeeld is Nehalennia, beschermster van scheepvaart en handel.
Een goed gedocumenteerde godin uit de tweede en derde eeuw is Hludana, waarvan de naam is aangetroffen op inscripties in het Nederrijngebied en Friesland. Zij komt overeen met de Noorse Hlóðyn, de moeder van Thor. Zij wordt ook wel geïdentificeerd met Jörd, 'Aarde', en Thor staat bekend als zoon van de aarde. Hludana is daarom waarschijnlijk een regionale, chtonische godin. Een andere regionale god is Saxnot, ‘gezel van de Saksen’, die in de christelijke Oudsaksische doopgelofte vermeld wordt naast 'Thunaer' (Donar) en 'Uuôden' (Wodan). Zij worden in de tekst afgezworen.
Daarnaast treft men de reeds vermelde Wodan en Donar aan in diverse bronnen, o.a. nog in de tweede Merseburger toverspreuk (zie hierboven). De daar vermelde Sinthgund is verder onbekend, Sunna is de zon. Ook Balder, Volla en Frija komen voor. Omdat alle vijf equivalenten hebben in de latere Noorse mythologie (Baldr, Fulla en Freya), lijken deze individuele goden in de negende en tiende eeuw wijdverbreid te zijn. Zo komt van Frija ook een Langobardische vorm Frea voor in Paulus Diaconus’ Historia Langobardorum (1. 8), laat achtste eeuw. Tacitus (ca. 56-117) beweerde in zijn Germania dat de Germanen vooral Mercurius aanbaden, en daarnaast Hercules en Mars. Dit zijn gevallen van interpretatio Romana, Romeinse interpretaties. Mercurius betekent hier Wodan (Noors: Odin), de Germaanse oppergod. Vandaar ook dat de Romeinse dies mercurii bij Germaanse volken woensdag/Wednesday etc. is geworden. Hercules is vrijwel zeker Donar (Noors: Thor), waarbij de vergelijking berust op respectievelijk Hercules’ knots en Donars hamer, waarmee ze monsters doodden. Later is Donar in bronnen echter wel vertaald met Jupiter, omdat de strijdhamer overeenkomt met Jupiters bliksem. Vandaar dat de Romeinse dies jovi donderdag geworden is. Mars is minder duidelijk. Mogelijk kan hier Tyr bedoeld worden, maar hierover bestaat discussie. Mars wordt in de zesde eeuw door Jordanes in zijn Getica (41) niettemin ook genoemd als meest aanbeden god bij de Goten:
'Now Mars has always been worshipped by the Goths with cruel rites, and captives were slain as his victims. They thought that he who is the lord of war ought to be appeased by the shedding of human blood. To him they devoted the first share of the spoil, and in his honor arms stripped from the foe were suspended from trees. And they had more than all other races a deep spirit of religion, since the worship of this god seemed to be really bestowed upon their ancestor.'

### Zon
In zijn Bellico Gallico (6. 21. 2) merkt Julius Caesar het volgende op: ‘Zij geloven alleen aan zulke goden, als zij zien en van wie zij op een in het oog vallende wijze voordeel hebben, zoals de Zon, het Vuur en de Maan; de overige goden kennen zij zelfs niet bij name'. Hoewel deze beschrijving oppervlakkig is, biedt Tacitus een aanvulling (Annales 13. 55) met de vermelding van de Germaanse edelman Boiocalus, die de zon aanroept. In de Poëtische Edda (Völuspa) en in genoemde tweede Merseburger toverspreuk komt de Zon gepersonifieerd voor. Ook Snorri Sturluson, in zijn Proza-Edda (Gylfaginning), rekent haar ook tot de goden. Hoewel in dit stadium weinig over etniciteit te zeggen valt, is het wel duidelijk dat de zon een belangrijke entiteit en wellicht object van aanbidding was in het noorden, getuigen rotstekeningen en de bronzen zonnewagen uit Trundholm van ca. 1000-1400 v.Chr., bewaard in het Nationaal Museum in Kopenhagen. In de Edda's wordt Zon eveneens genoemd als voortgetrokken door paarden, Árvakr ('vroegwakker') and Alsviðr ('alsnel') (Grímnismál 37; Sigrdrífumál 15; Gylf. 11). Dergelijk bronswerk is meer gevonden in Germaanse gebieden.

### Tuisto
Naast Nerthus en de Alci-broeders, noemt Tacitus nog een zekere Tuisto (Germ. 2.2). Deze zou uit de grond gegroeid zijn en de eerste mens voortgebracht hebben, Mannus (man- 'mens'). Het eigenaardige is echter dat de naam 'tweeling' betekent, wat hier als 'hermafrodiet' mag worden opgevat. Hij brengt dus zichzelf voort. Daarmee wordt men herinnerd aan Ymir uit de Noorse mythologie, wiens naam eveneens 'tweeling' betekent. Hij is de oerreus uit wie de wereld geschapen werd. Er zijn dan ook parallellen in andere Indo-Europese mythologieën aangeduid, zoals de Romeinse Remus (oorspronkelijk Yemus) en Romulus en de Iraanse Yima.

### Goddelijke tweeling
In hoofdstuk 43 vermeldt Tacitus dat de Naharvali in Silezië een heilig woud kenden waar twee jonge broers, de Alci, aanbeden werden, die overeen zouden komen met Castor en Pollux. J. de Vries attendeert ook op enkele migratie- en veroveringslegenden waarin twee prinselijke broers voorkomen, zoals de Langobardische Ambri en Assi en de Vandaalse Raus en Rapt. Het bekendste duo is wellicht de Angelsaksische Hengist en Horsa ('hengst' en 'paard'), afstammelingen van Wodan. Deze namen werden ook gegeven aan twee paardenkoppen die op voorgevels van boerderijen werden aangebracht in Twente, Nedersaksen en Schleswig-Holstein. De namen van de andere duo's hebben verwante interpretaties: ze zouden te maken hebben met houten idolen. Door het patroon kan het hier dan ook om vroege Germaanse figuren gaan, en ze zijn in verband gebracht met de Griekse Dioskouroi Kastor en Polydeukes, wat een Indo-Europese oorsprong suggereert.

### Nerthus - Moeder Aarde - Freyr

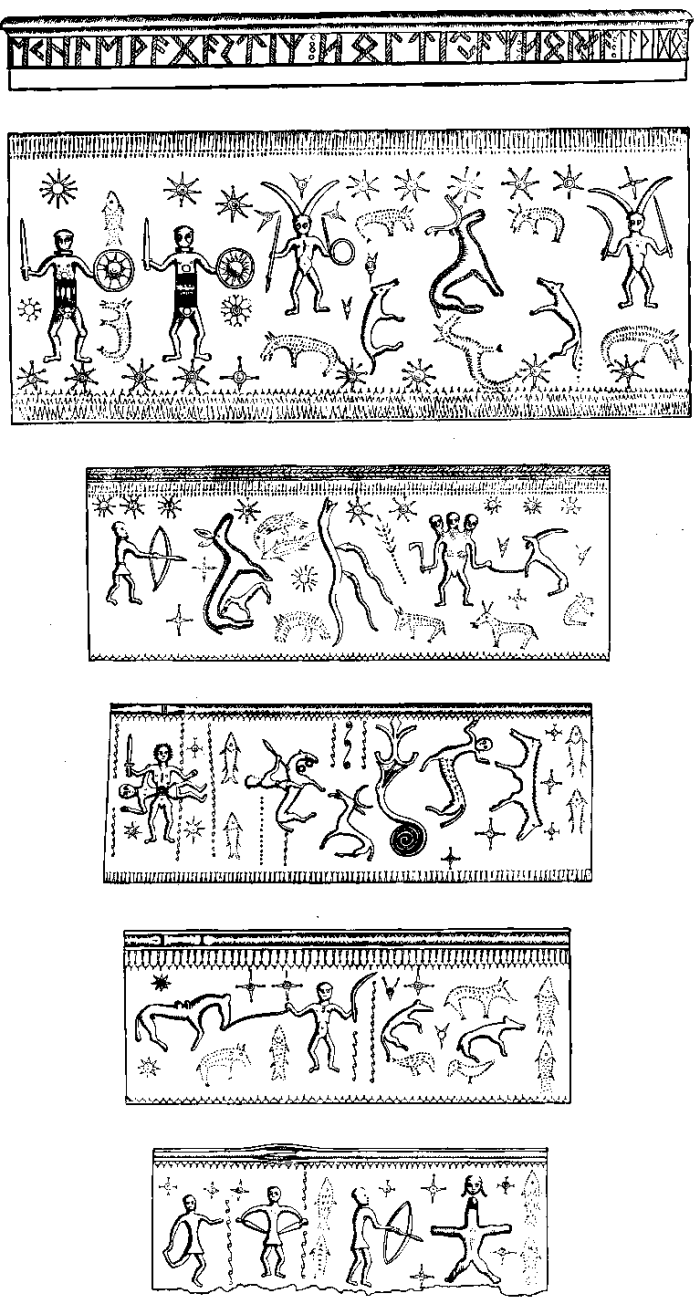
Afbeelding ('uitgevouwen' voorgesteld) van een van de gouden hoorns van Gallehus, 5e eeuw. Diverse mythologische figuren blijven ongeïdentificeerd, maar de driekoppige figuur, tweede kolom van boven, rechts, is geïdentificeerd als Thor.

Nerthus wordt genoemd door Tacitus in de Germania, hoofdstuk 40, en hij noemt haar Moeder Aarde. De germanist J. de Vries stelt Nerthus gelijk met de Noorse god Freyr, wiens naam 'heer' betekent en die in het zuiden Frô heette. Vergelijk Franeker, 'akker van Fro', wat dus een vruchtbaarheidsverband aangeeft. Hun cultusbehandeling is volgens hem ook gelijk. Ook Freyr wordt in bijzijn van de bevolking met veel gejuich in een wagen door het land gereden. Nerthus als naam correspondeert echter geheel aan (de mannelijke) Njörðr. Njörðr behoorde ook tot de goden die geassocieerd waren met vruchtbaarheid, en voor de Noren was hij de vader van Freyr, wiens naam simpelweg 'heer' betekent (verwant aan Freya, 'dame'), afkomstig van het Proto-Germaanse *fraujaz. Hij is verbonden met het everzwijn. Het concept van een Moeder Aarde is ondanks de geslachtsproblematiek moeilijk te negeren, aangezien ook in de Angelsaksische Charms ('toverspreuken'), namelijk de Land-Remedy Charm, tweemaal gesproken wordt van een 'Moeder Aarde', beschreven als 'Mother of men'.

### Frija - Frea - Frigg
Deze vruchtbaarheidsgodin, vrouw van Odin, was waarschijnlijk deel van het oude Germaanse pantheon. Haar naam gaat terug op het Proto-Germaanse *frijjō-: vandaar Oudnoors Frigg, Oudengels Frīg, Oudhoogduits Fria en diverse tegenhangers van vrijdag. *frijjō- gaat terug op een Indo-Europese wortel voor 'lief' en is verwant aan vrij. In het Germaans zou mogelijk betekenisverwarring opgetreden zijn met het woord voor 'dame'.

### Volla - Fulla
Haar identiteit blijft onduidelijk. Haar naam lijkt te duiden op 'volheid' of 'overvloed'. Het is wel geopperd dat Volla oorspronkelijk een aspect van Frija of Frigg was of een en dezelfde godheid betrof.

### Balder - Baldr
Balder wordt net als Nerthus en Frija geassocieerd met vruchtbaarheid, en ook met het mooie en onschuldige. Naast zijn vermelding in de tweede Mersenburger spreuk, is Balder ook gekend in de Angelsaksische wereld. In Yorkshire komen twee plaatsen met zijn naam voor, namelijk Baldersby en Pule Hill (afgeleid van Phol), en in Nottinghamshire ligt Balderton. Verder komt Balders naam in plantennamen voor, zoals het Duitse weisser baldrian (lelietje-van-dalen). De mythe van Balders dood (en poging om hem terug te halen uit de onderwereld) is volgens sommigen tevens een onderliggend motief in het Oudengelse Dream of the Rood, dat over Christus en het kruis gaat. De parallel met Balder dient zich ook aan in de Andreas (I, 547), waar Christus Þeoda baldor genoemd wordt. Een en ander doet veronderstellen dat Balder dus een brede bekendheid genoot onder de Germaanse stammen.

### Wodan - Odin
In de Noorse literatuur is Odin, de vormvariant van Wodan, een goed uitgewerkte god, die in verband gebracht kan worden met magie, de zogeheten Mannenbond, bepaalde riten en socioculturele omstandigheden. Voor de Vikingtijd is dat alles echter moeilijk te bepalen, omdat de bronnen schaars en beknopt zijn. De ouderdom en afkomst van de god is ook wel ter discussie gesteld (zie ook § Tyr beneden). Het is waarschijnlijk dat de god oorspronkelijk meer verbonden was met strijd, wat zijn naam ook suggereert: Wodan gaat terug op het Proto-Germaanse *woðanaz, 'heer van razernij'. Niet voor niets heeft hij het Walhalla, de hal voor gevallen krijgers, die hij na hun dood opvangt om te vechten tegen dreigingen. Men vermoedt dan ook wel dat hij niet de oorspronkelijke oppergod was.
Zijn verering is echter wijdverbreid en vindt in elk geval al plaats in de eerste eeuw n.Chr. Tacitus schreef in de Germania (9) dat de Germanen boven alles Mercurius (Wodan) vereerden, en in zijn Annales (XIII, 57) staat dat zowel de Hermunduri als de Chatti naast Mars ook Mercurius vereerden. In de Orosius historia (V, 16, 5) wordt nog vermeld dat de Cimbri en Teutonen Romeinse gevangenen die de slag bij Arausio in 105 v.Chr. hadden overleefd, ophingen in bomen. Dit herinnert volgens sommige geleerden aan het feit dat Wodan zelf aan een boom gehangen heeft.
Diverse iconografische bronnen uit de vijfde en zesde eeuw suggereren de verering van Wodan, maar een directe runenbron uit de zevende eeuw is de Zuid-Duitse Alemannische broche van Nordendorf (zie hierboven).
In de vroege middeleeuwen wordt Wodan ook vermeld als de (goddelijke) voorouder van onder meer de Goten, Angelen en Saksen, terwijl hij voor de Longobarden de patroon is van hun overwinningen. In de Angelsaksische literatuur wordt hij een paar keer kort vermeld, zoals in de Nine Herbs Charm ('negenkruidenspreuk'), waarin Wodan een slang doodt, terwijl hij in de Vita S. Kentigerni (ca. 600) wordt voorgesteld als hoofdgod van de engelen. Ionas Segusiensis vermeldde in zijn Vita Columbani (ca. 642) voorts een Vodano, verderop Mercurius genoemd, die vereerd werd door Sueben nabij de Donau. Tot slot komen in de Indiculus superstitionem et paganiarum van ca. 743 een Mercurius en Jovis voor, interpretationes romanae van Wodan en Donar.

### Donar - Thor
Dat de oude Germanen een dondergod kenden, is duidelijk. Zijn naam, Donar/Thor, komt voor in verschillende bronnen, zij het dan met vormvariatie. Thor, Donar en Thunar zijn alle afgeleid van het Proto-Germaanse *Þunaraz, 'donder'. Vanuit de comparatieve mythologie rijst echter een probleem op. In onder meer de Slavische en Baltische mythologie zijn ook stormgoden bekend, met namen als Perunu (Oudrussisch), Parom (Slowaaks), Piarun (Witrussisch), Perkúnas (Lets) en Percunis (Oudpruisisch). Deze namen zijn etymologisch verwant, en gaan terug op de Indo-Europese wortel *per- 'slaan/inslaan', wat verband houdt met bliksem. In de Noorse mythologie, echter, zijn de enige daarmee verwante namen Fjörgynn (mannelijk) en Fjörgyn (vrouwelijk), met als grondvorm *Perkwunyos en *Perkwuni. Zij worden zelf niet met storm geassocieerd. Fjörgyn is niettemin de moeder van Thor (Völuspá 56. 10, Hárbarðzlióð 56. 7). Het zou zodoende kunnen dat Fjörgynn oorspronkelijk Thors vader was, en dat Thor, 'donder', eerder slechts een attribuut was.

### Tyr
Een geval van discussie is Tyr, die op veel plaatsen wordt aangetroffen. Hij heet ook wel Tiwaz of Tiuz in het noorden, Ziu in het zuiden, en Tiw bij de Angelsaksen. Etymologisch gezien lijkt deze de oudste god te zijn. Tyr komt van het Proto-Germaanse *tīwaz, wat stamt van het Midden-Indo-Europese *deiwós, 'god'. Daarmee betreft de naam dus eigenlijk een algemene aanduiding of, voor de Germanen, een titel. Tyr werd door de Noren namelijk ook gebruikt als bijnaam voor Odin en Thor. Tyr als 'de god' aanmerken en zodoende (ook etymologisch) gelijkstellen aan andere almachtige heersers zoals Jupiter en Zeus is echter vreemd, aangezien Odin de oppergod is. Niettemin is het mogelijk dat Odin, maar ook Thor, eigenschappen van Tyr heeft overgenomen in de loop der tijd. Mogelijk was Tyr dus de oorspronkelijke hemelgod.

## Andere wezens

### Elfen, dwergen en reuzen
Naast de goden (Asen in de Noorse mythologie) en diverse vrouwelijke natuurgeesten kenden de Germanen waarschijnlijk ook elfen en dwergen, waarover echter weinig specificaties bestaan. Elf komt voor in het Noors álfr, Oudengels ælf en Oud- en Middelhoogduits alp (‘nachtmerrie’, 'nachtduivel'). In de Angelsaksische toverspreuk tegen plotselinge steken wordt gezegd dat de spreuk helpt tegen steken, of die nu van de goden of van de elfen komen. Dwerg komt onder andere voor in het Noors dvergr, Oudengels dweorh en Oudhoogduits twerg. Daarnaast komt in het Niebelungenlied ook een dwerg voor, Alberich, die een schat bewaakt. Reuzen zijn vooral bekend via de Noorse mythologie, waar ze jötunn en þurs genoemd worden. In andere Germaanse talen komen niettemin direct verwante woorden voor, wat suggereert dat het concept van reuzen ooit wijder verbreid moet zijn geweest.
Onduidelijk is het geval van Muspell, waarvan de etymologie niet helder is. In de Poëtische Edda betreft het een oeroude vuurreus die de Ragnarok inluidt (Völuspá 51.1, Lokasenna 42.3). In de Proza-Edda betreft het soms de vuurwereld van het zuiden, soms ook weer de reus. De naam is daarnaast overgeleverd in de Oudsaksische Muspili, waar het verwijst naar de dag des oordeels of de ondergang van de wereld.
Er zijn tientallen andere goden en godinnen, dwergen, elfen, reuzen en andere wezens die een rol spelen in vooral de Noordse mythologie. Bij veel namen is echter geen beschrijving bekend, en met enige waarschijnlijkheid gaat het vaak dan ook om latere innovaties en ronduit literaire verzinsels.

### Kosmische slang - chaosdraak
In diverse Indo-Europese mythologieën komt een kosmische slang of draak voor die de gevestigde orde bedreigt en die vaak geassocieerd wordt met aarde en water. Voorbeelden zijn de Griekse Typhon en Hittitische Illuyankas, die bestreden worden door stormgoden (Zeus en Tarhunash). In de Noorse mythologie is hetzelfde terug te zien in de Midgaardslang (midgardsormi, iörmungand), en de verwantschappen suggereren hoge ouderdom, te meer omdat ook hij bestreden wordt door de stormgod, namelijk Thor. Een oudere, Germaanse bron die dit idee ondersteunt is het scheermes van nabij Roskilde, Denemarken. Daarop is namelijk een schip te zien met een grote slang.
Slangen en draken zijn zeer nauw verwante begrippen. Het Proto-Germaans had er zelfs één woord voor: *wurmiz. Vergelijk Oudengels wyrm, Oudnoors ormr, Oudsaksisch and Oudhoogduits wurm, Gotisch waurms. Germaanse verhalen rondom drakendoders worden dan ook wel gezien als hetzelfde, in oorsprong Indo-Europese, motief: drakendoder versus chaosdraak. Zie bijvoorbeeld Beowulf, die tegen een vuurdraak vecht (beschreven in de Beowulf), en Sigurd die tegen Fafnir vecht (beschreven in de Völsungsaga). Hoewel hij geen directe tegenpool heeft die hem bestrijdt, wordt in de Edda's nog Niðhogg genoemd, de boosaardige draak die aan de wortels van Yggdrasil, de wereldboom, knaagt.

## Latere godheden en andereentiteiten
Later, in de Noordse mythologie, zijn de belangrijkste goden en godinnen de volgende (links de Noordse, rechts (tussen haakjes) de continentaal-Germaanse benamingen):
- Odin (Wodan/Wotan/Woden) - Alvader, god van wijsheid, oorlog, dood en poëzie. Woensdag is naar hem genoemd;
- Thor (Donar) - god van de donder en het weer, grootste vijand van de Jotuns (reuzen). Donderdag is naar hem vernoemd;
- Frey/Freya (Fro/Freyja) - god(in) van liefde en vruchtbaarheid. Er is onenigheid of Frey en Freya nu een of twee godheden zijn. Freya is volgens sommigen dezelfde als Frigg, de vrouw van Odin;
- Frigg (Frige/Friia) - god(in) van liefde en vruchtbaarheid. Echtgenote van Odin/Wodan. Vrijdag is naar haar vernoemd;
- Týr (*Tiwaz) - god van oorlog, rechtspraak en moed, god van het ding (oude volksvergaderingen). De dinsdag is naar hem vernoemd;
- Baldr (Baldur/Balder) - god van schoonheid, goedheid en puurheid;
- Loki (Loke/Loge) - Loki is eigenlijk een Jotun (reus). God van chaos en leugens. Bloedbroeder van Odin. Vader van Fenrir, Jormungand en Hella. Tevens moeder van Sleipnir, Odins achtpotige paard.

In de Noordse traditie worden twee groepen goden onderscheiden, namelijk de Aesir (Asen) en Vanir (Wanen). De eerste groep, waartoe Odin en Thor behoren, is nogal gedifferentieerd. De tweede groep, waartoe Njördr en Freya behoren, betreft goden die met vruchtbaarheid geassocieerd zijn. Deze tweedeling is wel aangezien voor een heel oude, maar dit hoeft zeker niet zo te zijn. Voor de vroeg-Germaanse tijd is er vooralsnog geen bewijs voor.

## Huidige tijd
De Germaanse mythologie is verdrongen door de kerstening. Wel hebben de verhalen en bepaalde begrippen dit overleefd. Er is echter sinds de 19e eeuw een hernieuwde interesse in mythologie als godsdienst, hetgeen onder andere heeft geleid tot Ásatrú. Zo is er in IJsland sinds 1972 een geloofsgemeenschap actief, Ásatrúarfélagið. Sinds 2018 bouwt deze gemeenschap aan een tempel, het Hof Ásatrúarfélagsins. In 2016 is in Denemarken reeds het Valheim Hof ingewijd.

## Begrippen
Enige bekende begrippen uit de mythologie zijn bijvoorbeeld het Walhalla of Folkvangr, het dodenrijk waar gesneuvelde strijders naartoe gaan, en de Hel of Niflhel, het dodenrijk voor mensen die een natuurlijke dood zijn gestorven.

## Feest- en weekdagen
De dagen van de week zijn in landen waar een Germaanse taal gesproken wordt vertalingen van de Latijnse namen van de weekdagen. De dagen van de week waren in het Latijn genoemd naar de hemellichamen zon, maan, Mars, Mercurius, Jupiter, Venus en Saturnus. De namen van de vijf planeten waren ontleend aan de gelijknamige Romeinse goden.
In de Germaanse talen werden over het algemeen de namen van Mars, Mercurius, Jupiter en Venus vertaald naar het Germaanse equivalenten Týr, Wodan/Odin, Donar/Thor en Frigg/Freya. Ook voor zon en maan gebruikte men de lokale benaming. Zaterdag is de enige dag van de week die niet vertaald werd naar een Germaanse god. In het Nederlands kan dinsdag mogelijk ook afgeleid zijn van thing, een oud woord voor rechtszitting. Vandaar ook het woord geding. Mars en *Tiwaz/Týr waren naast god van de oorlog ook god van het recht.
Vele namen, begrippen en gebruiken die in onze huidige samenleving voorkomen, stammen nog uit onze heidense voorgeschiedenis: zo kennen feesten zoals Pasen en Kerstmis vormen van heidense seizoensfeesten die te maken hadden met de zonnewende. Er zijn nog talloze andere overblijfselen van onze voorchristelijke geschiedenis op te noemen.
Een ervan is bijvoorbeeld Sinterklaas, die sterk lijkt op Wodan (West-Germaans Wodan. Noord-Germaans Odin) zoals die te zien is op enkele afbeeldingen. Voorbeelden zijn de baard, hoed (vervangen door een mijter), speer (staf nu) en mantel. Bovendien rijdt Wodan ook in de lucht op een witte schimmel genaamd Sleipnir. De Zwarte Pieten staan mogelijk symbool voor Huginn en Muninn, de raven die Wodan op de hoogte hielden van wat er in de wereld speelde. Het is tevens aannemelijk dat elementen uit de aan Wodan verwante Wilde Jacht later in de Sinterklaaslegende zijn verwerkt. Het strooien met letters wordt gekoppeld aan het feit dat Wodan ons de runentekens gaf. En de kleine liederen die rijmen en gezongen worden rond die periode hebben te maken met het feit dat de dichtkunst aan Wodan gewijd was.
Mythologie van A tot Z · Categorie